# 感情の伝染
感情の伝染（かんじょうのでんせん、英: Emotional contagion）とは、社会的伝染の一形態であり、感情および関連行動の自発的な拡散を伴うものである。このような感情的収束は一人から別の人へ、あるいはより大きな集団内で起こり得る。感情は多くの方法で、暗黙的または明示的に個人間で共有される。例えば、意識的な推論、分析、想像力はすべてこの現象に寄与することが判明している。この行動は人間、他の霊長類、イヌ、およびニワトリで確認されている。
感情の伝染は妊娠期に始まる認知発達に貢献する。知覚前のマルチモーダル統合仮説によると、単純な反射（自発的な瞬き等）を引き起こす刺激と感情的手がかりの関連付けが、単純なニューロン集合体を形成し、統計的学習における認知的・感情的ニューロンパターンを形成する。実証的証拠によれば、認知的・感情的ニューロンパターンは生涯を通じて反射のニューロン経路と継続的に接続されている。
感情の伝染は、個人間の感情的同調を促進するため個人的関係において重要である。シェーネウォルフによって提案されたこの現象のより広い定義は、「意識的または無意識的な感情状態や行動的態度の誘発を通じて、ある人または集団が別の人または集団の感情や行動に影響を与えるプロセス」である。エレイン・ハットフィールドらによって発展させられた一つの見解は、これが他者の表現、発声、姿勢、動きの自動的な擬態や同期によって達成されるというものである。人々が無意識のうちに仲間の感情表現を反映すると、それらの仲間の感情の反射を感じるようになる。
1993年の論文で、心理学者のエレイン・ハットフィールド、ジョン・カシオッポ、リチャード・ラプソンは感情の伝染を「他者の表現、発声、姿勢、動きを自動的に模倣し同期させる傾向、そして結果として感情的に収束する傾向」と定義している:96。
ハットフィールドらは、感情の伝染を二段階のプロセスとして理論化している：まず、人々を模倣し（例えば、誰かが笑顔を向けると、こちらも返す）、次に、表出される非言語的な感情信号に基づいて自分自身の感情体験が変化する。例えば、笑顔は幸せな気分にさせ、しかめっ面は気分を悪くさせる。模倣は人々の間の感情移動の一つの基盤のようである。
感情の伝染と共感は、個人的体験と前個人的体験を区別する能力、すなわち個体化として知られるプロセスを除いて、類似した特徴を共有している。愛するということ（1956）の中で、社会心理学者のエーリヒ・フロムはこれらの違いを探り、感情の伝染には見られない共感のためにはオートノミーが必要であると示唆している。

## 語源
ジェームズ・ボールドウィンは1897年の著作『精神発達における社会的・倫理的解釈』で「感情の伝染」に言及しているが、「感情の伝染」という用語を使用している。20世紀の様々な学者は「社会的伝染」という見出しのもとでこの現象について議論した。「感情の伝染」という用語は初めてアーサー・S・レーバーの1985年の『ペンギン心理学辞典』に登場した

## 影響要因
集団における感情的収束の速度と範囲を決定するいくつかの要因には、メンバーシップの安定性、気分調節規範、タスクの相互依存性、社会的相互依存性などがある。これらのイベント構造特性に加えて、感情を受け取り伝達する開放性、人口統計学的特性、気質的感情など、グループメンバーの個人的特性が感情の伝染の強度に影響を与える。

### 研究
感情の伝染に関する研究は、組織的、社会的、家族的、発達的、神経学的など様々な観点から行われてきた。初期の研究では意識的な推論、分析、想像力が感情の伝染を説明すると示唆されていたが、より原始的な感情の伝染の形態はよりはるかに微妙で、自動的で、普遍的である。
ハットフィールド、カシオッポ、ラプソンの1993年の感情の伝染に関する研究によると、人々の他者の感情に対する意識的な評価は、他者が言うことに大きく影響を受けていた。しかし、人々自身の感情は、他者が本当に感じていることに関する非言語的手がかりにより影響を受けていた。感情を認識し、その起源を認めることは、感情の伝染を避ける一つの方法となりうる。感情の転移は様々な状況や設定で研究されており、社会的および生理学的な要因が研究の最大の二つの領域となっている。
上記の社会的文脈に加えて、感情の伝染は組織内でも研究されている。シュロック、リーフ、ロール（2008）によれば、組織は社会と同様に、言語、儀式、意味システムからなる感情文化を持ち、労働者が感じるべき感情と表示すべきでない感情についての規則が含まれている。彼らは感情文化が「感情風土」、つまり士気、組織士気、企業士気と非常に類似していると述べている:46。さらに、ワーライン、ワズニュースキー、ラファエリ（2002）:318は組織全体の「感情能力」について言及し、マッコル＝ケネディとスミス（2006）:255は顧客とのやり取りにおける「感情の伝染」を調査している。これらの用語はすべて同様の現象を説明しようとしていると論じられる；各用語は微妙にそして多少識別不能な方法で異なる。

### 論争
ソーシャルメディアプラットフォームのFacebookを使用した感情の伝染を実証する論争的な実験が、689,000人のユーザーのニュースフィードからポジティブまたはネガティブな感情的コンテンツをフィルタリングすることで2014年に実施された。この実験は、研究が個人のプライバシーを侵害していると感じた人々の間で大きな反発を引き起こした。この実験から生まれた2014年の研究論文「ソーシャルネットワークを通じた大規模感情の伝染の実験的証拠」（Facebookとコーネル大学の共同研究）は、トニー・D・サムソン、スティーブン・マディソン、ダレン・エリス（2018）によって「企業のソーシャルメディアとコーネル大学の学者がこの種の非倫理的な実験に容易に関与していたという不穏な開示」と表現されている。トニー・D・サムソンらは「学術研究者が、『インフォームドコンセントを得てオプトアウトを許可するという原則に『従う義務がない』ソーシャルメディア企業と協力しているため、人間研究対象の保護に関する倫理的ガイドラインから隔離される』という概念を批判している。後続の研究では、ユーザーのタイムラインを操作することなく、Twitter上での感情の伝染の存在が確認された。
倫理的懸念を超えて、一部の学者はFacebookの調査結果の方法と報告を批判した。サイク・セントラルのジョン・グロホールは、そのタイトルと「感情の伝染」の主張にもかかわらず、この研究は感情を全く調査していないと主張した。その代わりに、著者らはユーザーの感情を推測するために単にポジティブとネガティブな単語をカウントするアプリケーション（「言語照会と単語カウント」またはLIWC 2007と呼ばれる）を使用した。LIWCツールの短所は否定を理解しないことである。したがって、「私は幸せではない」というツイートはポジティブとスコアされる：「LIWC 2007がこのような非公式な人間コミュニケーションの微妙な現実を無視するため、研究者もそれを無視する」。グロホールは、これらの微妙さを考慮すると、研究結果の効果量は「統計的誤差」にすぎないと結論付けた。
クレーマーら（2014）は、Facebookニュースフィードのネガティブな投稿数が減少した時、人々のステータスアップデートにおけるネガティブな単語の0.07％の減少を発見した — それは7パーセントではなく、1％の15分の1だ！！このような効果によって一つのネガティブな単語を少なく書くか読むために、どれほど多くの単語を読んだり書いたりする必要があるか知っているか？おそらく何千もだ。

## 種類
感情は多くの方法で共有され模倣される。広義に考えると、感情の伝染は次のいずれかである：受信者による自動または自己評価プロセスを通じて行われる暗黙的なもの；または、望ましい結果を達成するための感情状態の意図的な操作を通じて送信者によって行われる明示的なもの。

### 暗黙的
とは異なり、感情の伝染はより無意識的でより自動的である。主に非言語コミュニケーションに依存しているが、感情の伝染は電気通信を介しても発生する。例えば、電子メールやチャットを通じて交流している人々は、非言語的手がかりを知覚できないにもかかわらず、相手の感情の影響を受ける。
ハットフィールドらによって提案された一つの見解は、感情の伝染を一連のステップを通じて行われる原始的、自動的、無意識的な行動として説明している。受信者が送信者と対話している時、送信者の感情表現を知覚する。受信者は自動的にこれらの感情表現を模倣する。求心性フィードバックのプロセスを通じて、これらの新しい表現は送信者が感じる感情を感じることに変換され、感情的収束につながる。
社会的比較理論から発生する別の見解では、感情の伝染はより多くの認知的努力を要し、より意識的である。この見解によれば、人々は自分の感情反応が周囲の人々と一致しているかどうかを確認するために社会的比較に従事する。受信者は感情を一種の社会的情報として使用し、自分がどのように感じるべきかを理解する。人々はポジティブとネガティブな刺激に異なる反応をする；ネガティブな出来事は、中立的またはポジティブな出来事よりも強くて速い感情的、行動的、認知的反応を引き起こす傾向がある。そのため、不快な感情は快適な感情よりも気分伝染を引き起こす可能性が高い。もう一つの変数は、感情が表示されるエネルギーレベルである。高いエネルギーはそれに対してより多くの注意を引くので、同じ感情価（快または不快）でも高いエネルギーで表現される方が、低いエネルギーで表現されるものよりも伝染する可能性が高い。

### 明示的
上記で説明した感情の自動的感染の他にも、何かを達成するために人または集団によって他者の感情が操作されている場合もある。これはリーダーやチームメンバーによる意図的な感情的影響の結果かもしれない。この人が他者に何かを納得させたいと思っているとする。彼は彼の熱意で彼らを巻き込むことでそれを行うかもしれない。そのような場合、彼のポジティブな感情は他者の感情を「汚染する」目的を持った行為である。意図的な気分伝染の別の種類は、例えば、彼らの気分を和らげるためにグループに報酬やご褒美を与えることである。
組織心理学の分野は感情労働の側面を研究している。これには、内部感情と矛盾しているかどうかに関わらず、組織的または職業的表示規則と一致するように感情を管理する必要性が含まれる。感情の伝染に関して、特定の感情の表示が必要な職場環境では、これらの感情を表示し、結果的に感じる義務がある。表面的な演技が深い演技に発展する場合、感情の伝染は意図的な感情的印象管理の副産物である。

## 職場と組織において

### 集団内
多くの組織と職場はチームワークを奨励している。組織心理学者によって行われた研究は、ワークチームの利点を強調している。感情が入り込み、集団感情が形成される。
グループの感情状態は、結束力、士気、ラポート、チームのパフォーマンスなどの要因に影響を与える。このため、組織はワークチームの感情状態を形作る要因を考慮し、有益な側面を活用し有害な側面を避ける必要がある。管理者やチームリーダーは、彼らの感情的影響が「通常の」チームメンバーのそれよりも大きいため、彼らの行動に注意を払うべきである：リーダーは他者よりも感情的に「伝染性」がある。

### 従業員/顧客
サービス従業員と顧客の間の相互作用は、顧客のサービス品質の評価とサービス提供者との関係の両方に影響を与える。サービス相互作用における肯定的な感情表示は、再訪意図や友人への店の推薦など重要な顧客成果と肯定的に関連している。幸せな顧客は満足した顧客であるため、組織はその顧客が幸せであることに関心がある。研究によれば、顧客の感情状態は感情の伝染を通じて従業員/サービス提供者によって表示される感情に直接影響を受ける。しかし、この影響は従業員の感情表示の真正性に依存し、従業員が表面的に演じているだけの場合、伝染は乏しく、その場合に有益な効果は発生しない。

## 神経学的基盤
神経生理学的レベルでは、感情の伝染は物理学の法則による脳構造の同期化によって生じる可能性がある：電磁干渉と量子効果。これらは認知を形成するのと同じメカニズムである。認知と感情発達における本質的な問題の一つは、適切な神経系の形成のための形態学問題である。多くの研究は、特定の神経系構造の形成のための細胞や組織分化の胚発生プロセス中に、（解剖学的にも接続されていない）すべての細胞の空間と時間における正確な調整を説明しようとしている。認知発達において、適切な神経系の形成は、知覚、学習、記憶、理解、意識、推論、判断、直観、言語などの心的プロセスを可能にする多様な脳に基づく機能の出現に必要である。神経系は人間であるすべてのことを制御している。これは、神経組織の特定の方法での形成のみが認知機能の形成に寄与することを意味する。環境内の出来事や経験との相互作用からの遺伝子活動は、これらのプロセスが遺伝子レベルで時間的に調整されていない可能性があるため、形態形成において単独で組織を形成することはできない。神経系の特定の構造の形成は、細胞レベルでのすべての一般的な組織変形クラスの時間的な正確な調整と密接に関連しているはずである。このような複雑な動的プロセスには、神経系の最終的な生物学的構造を作成するためのテンプレートを持つ完全な発達プログラムが必要である。
イゴール・ヴァル・ダニロフ教授によると、母親の心臓の電磁的特性と母親自身および胎児の神経系との相互作用（電磁干渉の物理法則）は、妊娠から始まるテンプレートを提供し、母子生体システムにおけるニューロン整合性を形成する。この自然な神経刺激は、胚の神経系のバランスのとれた発達を確保し、生態学的文脈と人間を独自のものにする必要な認知機能を持つ神経系の正しい構造の発達を保証する。新生児の単純な反射の研究からの実証的証拠は、この知覚前のマルチモーダル統合が一次ニューロン集合体を形成し、妊娠期から始まる母子ダイアドにおけるニューロン整合性により成功する統計的学習において認知的および感情的ニューロンパターンをさらに形成することを示している。

ミラーニューロンの発見は、おそらく自然神経刺激と知覚前マルチモーダル統合のメカニズムの出現である。
ヴィットリオ・ガレーゼは、他者との関係における意図的調和のためにミラーニューロンが責任があるとしている。ガレーゼとパルマ大学の同僚は、マカクザルが目標関連の手の動きを実行するとき、または他者が同じ行動をしているのを見るときに発火する運動前野のニューロンのクラスを発見した。これらのニューロンの一つのクラスは、行動の実行と観察、そして同じ行動の音の生成によって発火する。人間での研究は、行動知覚と実行に対する運動前野と頭頂葉領域の活性化を示している。

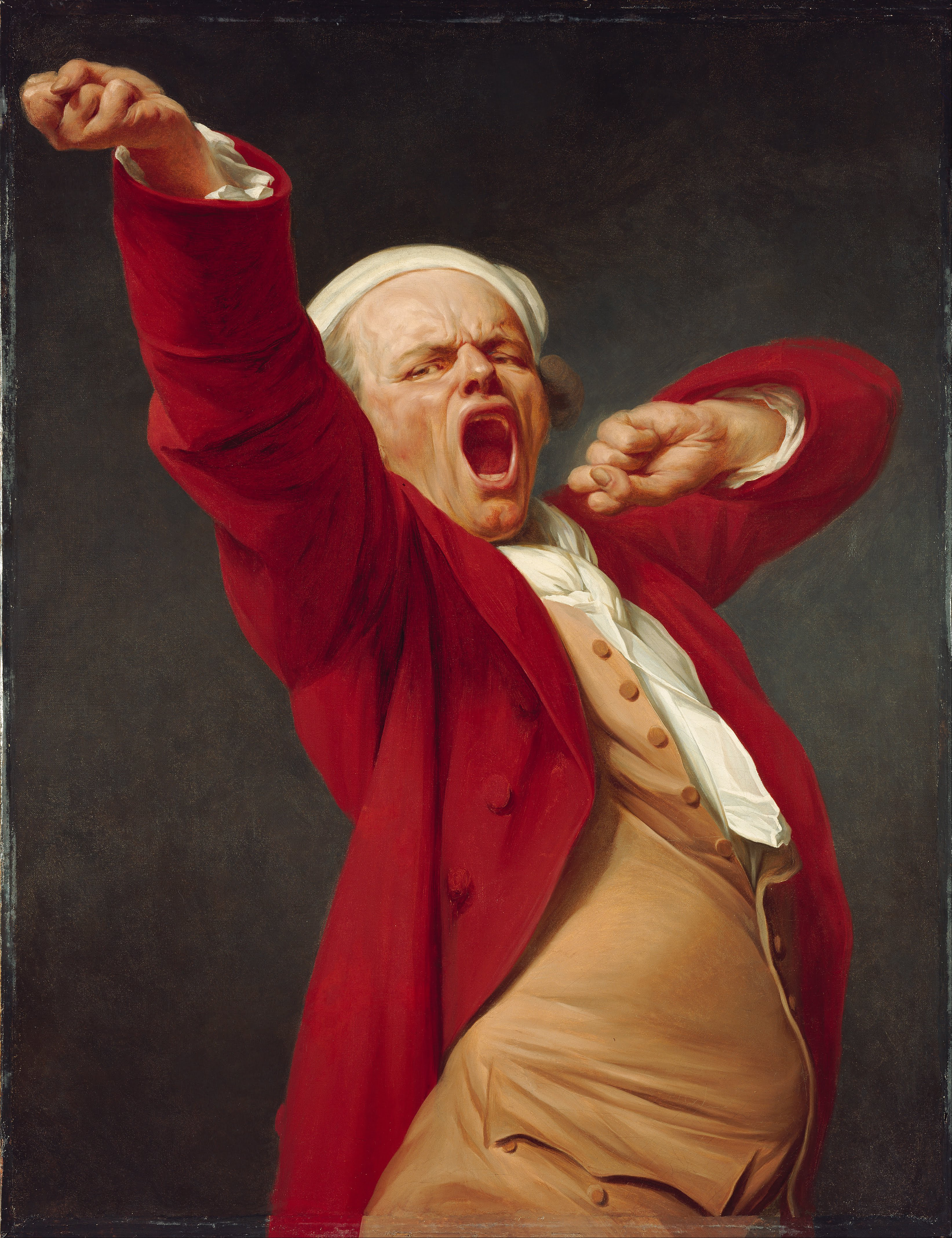
伝染性のあくびは人間、チンパンジー、イヌ、ネコ、鳥類、爬虫類で観察されており、種を超えて発生することがある

ガレーゼによれば、人間は共有された身体状態を通じて感情を理解する。観察者の神経活性化は直接的な経験的理解を可能にする。「非媒介共鳴」はゴールドマンとスリパダ（2004）による類似の理論である。共感は脳内で具現化されたシミュレーションを作り出す機能メカニズムの産物である。私たちが見たり聞いたりする他者は私たちの心の中の「もう一人の自分」になる。他の研究者は、他者の感情を観察することが（a）類似の感情を経験するのに関与する脳領域と（b）類似の顔表情を生成するのに関与する脳領域を動員することを示している。この組み合わせは、観察者が（a）感情的伝染につながる他者の感情的感覚の表現を活性化し、（b）顔の模倣につながる可能性のある観察された顔表情の運動表現を活性化することを示している。脳内では、他者の感情を理解し共有することは、感情の伝染と顔模倣の組み合わせになる。重要なことに、より共感的な個人は、他者の感情を目撃する際に感情領域でより多くの脳活性化を経験する。

### 扁桃体
扁桃体は共感を支える脳の一部であり、感情的調和を可能にし、感情の伝染の経路を作り出す。脳幹を含む基底領域、一方の人のうちに他方の人の生理学的状態を再現する。心理学者のハワード・フリードマンはこれが一部の人が他者を動かしインスピレーションを与えることができる理由だと考えている。表情、声、ジェスチャー、体の動きの使用は感情を聴衆に伝える。